# Santuario della Beata Vergine Lauretana della Pioppa
Il santuario della Beata Vergine Lauretana della Pioppa, o più semplicemente santuario della Madonna della Pioppa, è un antico luogo di culto di Ospitale, frazione di Bondeno in provincia di Ferrara. È sussidiario della parrocchiale dell'Annunciazione della Beata Maria Vergine, appartiene al vicariato del Beato Giovanni Tavelli da Tossignano dell'arcidiocesi di Ferrara-Comacchio e risale al XVII secolo.

## Storia
Il santuario della Madonna della Pioppa venne edificato, come in altri casi analoghi, dalla devozione popolare per l'immagine della Madonna appesa ad un pioppo. Secondo la tradizione la Madonna avrebbe parlato ad una bambina sordomuta, e a partire dal XVII secolo si iniziò a costruire prima una piccola cappella e poi un edificio di maggiori dimensioni, in grado di accogliere sino a sei fedeli. Solo nel 1799 fu costruito un piccolo altare, grazie al conte Carlo Roverella che aveva acquistato la proprietà terriera dove si trova l'edificio. Intanto questo venne ampliato e, all'inizio del XIX secolo, vennero aggiunti anche due altari laterali.
Nel 1839 si ebbe una grave rotta del Po, la piccola cappella fu danneggiata. Il conte Roverella, cedendo alle pressioni della popolazione e della Chiesa concesse il terreno e nel 1847 si iniziò la costruzione del nuovo luogo di culto, che venne ultimato nove anni dopo. L'antico oratorio divenne parte del nuovo edificio, che fu di notevoli dimensioni rispetto alla prima cappella, avendo una sala suddivisa in tre navate.
Appena costruito il nuovo edificio, per un suo difetto, crollò in parte, quindi fu necessario 
riaprire il cantiere sino al 1862. Tra il 1890 e il 1912 si ebbero vari lavori di restauro conservativo e, nel 1922, venne costruita la torre campanaria.
Nel 1951 il santuario venne ancora ampliato, con una nuova parte absidale. Nel 1952 ottenne dignità di Santuario arcivescovile Perpetuo.
A causa del terremoto dell'Emilia del 2012 il luogo di culto ha subito gravi danni, che sono stati riparati alla fine del secondo decennio del XXI secolo. Il 7 settembre 2019 la chiesa è stata riaperta al culto.

## Descrizione

### Esterno
Il santuario si trova in posizione isolata, a est rispetto al centro della frazione di Ospitale, accanto al cimitero della comunità e vicino al Cavo Napoleonico. Il suo orientamento è verso nord est. Il prospetto principale, caratterizzato da salienti, racchiude la parte centrale compresa tra lesene ioniche che reggono il frontone triangolare. Il portate principale, architravato, è affiancato da due ingressi laterali. Le superfici sono in cotto a vista contenute in parti intonacate di colore ocra chiaro. La torre campanaria si alza nella parte destra della struttura, dove si trova anche la canonica. La copertura del tetto è in coppi.

### Interno
La sala è suddivisa in tre navate con una cappella laterale. La navata principale ha copertura con volta a botte. Il presbiterio è leggermente rialzato e con una balaustra. L'abside ha pianta semicircolare.
Nella sala è conservata l'immagine storica della Madonna di Loreto.  Quando papa Giovanni Paolo II venne in visita pastorale nell'arcidiocesi di Ferrara-Comacchio, nel 1990, ricordò l'immagine sacra ed il miracolo della Madonna della Pioppa di Bondeno.